# 알라이산맥

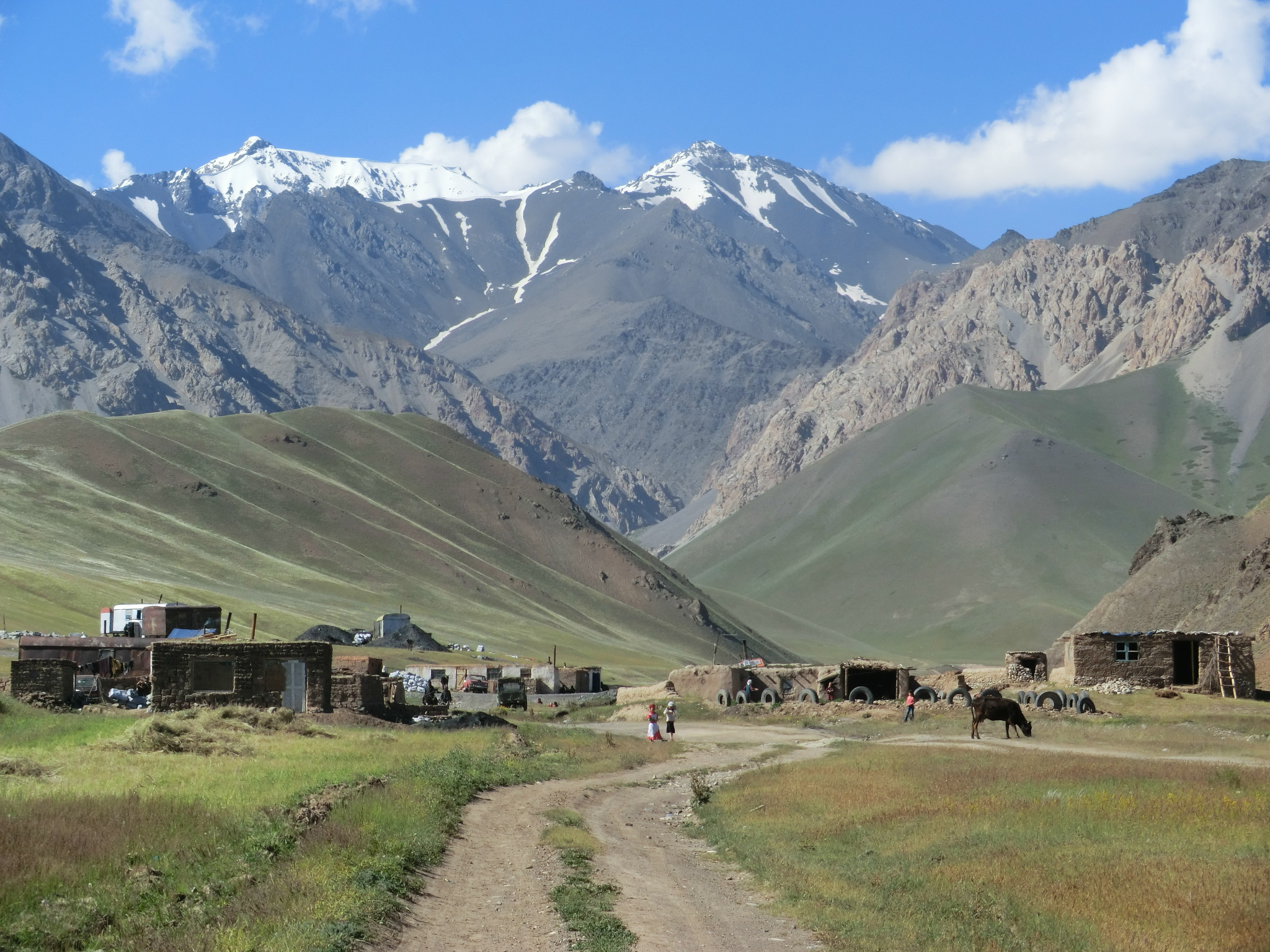
집티크 계곡에서 본 알라이산맥

알라이산맥(키르기스어: Алай тоо кыркасы, 러시아어: Алайский хребет)은 키르기스스탄 서쪽의 톈산산맥에서 타지키스탄까지 이어진 산맥이다. 파미르-알라이 계통의 일부를 형성하며 사거리가 동서로 뻗어 있다.
알라이산맥의 최고봉은 키르기스스탄에 위치한 탄디쿨봉으로서 높이는 5,544m이다. 페르가나 분지의 남쪽 경계를 형성하고 있으며 남쪽에서는 알라이 계곡으로 가파르게 떨어진다. 남쪽 경사면에서는 아무다리야강의 지류인 바흐시강으로 흘러간다. 북쪽 경사면에서는 시르다리야강의 지류가 흐르는데 페르가나 분지의 비어 있는 곳으로 흘러간다. 에르케시탐에서 오시로 가는 길은 이 산맥을 통과한다.
부정확한 일부 문헌에서는 키르기스스탄의 남쪽 국경에 해당하는 톈산산맥의 남쪽 곡선 전체가 수직 방향을 타고 북쪽에 위치한 페르가나산맥까지 올라가는 것처럼 보이지만 알라이산맥은 알라이 계곡의 북쪽을 가리키기 때문에 혼란을 주고 있다. 총알라이산맥의 파미르고원은 알라이 계곡의 남쪽에 위치하고 있고 투르케스탄산맥과 자라프샨산맥은 남서쪽에 있다. 파미르-알라이 계통은 이러한 계통을 포함하는 용어이지만 파미르고원은 포함하지 않는다.

## 위치 지도
| class=notpageimage\| 알라이산맥(키르기스스탄 지형도) | class=notpageimage\| 알라이산맥(타지키스탄 지형도) |

## 같이 보기
- 총알라이산맥